# Šavija
Šavija (Shawiya), berbersko pleme u Maghrebu s platoa Aures u gorju Atlas na sjeveru Alžira. Šavije su danas poglavito stočari, uzgajivači ovaca i koza, a drže i mule i magarce, a u novije doba počeli su se baviti i farmerskim poslovima. Kao nomadi sa svojim stadima kraću se između planinskog područja i Sahare. Mule i magarci služe im kao tovarne životinje. Tijekom zime spuštaju se sa stadima u toplije ravnice, dok proljeće i ljeto provode na planinskim pašnjacima.
Šavija-sela sastoje se od proširenih obitelji čije se nasljeđe vodi kroz mušku liniju, a smještena su ispod gorskih vrhunaca. Tradicionalna vlast sastoji se od seoskog vijeća jamaa, u koji mogu biti uključeni svi odrasli muškarci.
Godine 1993. dolazi do oružanih muslimanskih napada na berberska sela Kabila i Šavija, što će dovesti do berberskih represija kroz sljedećih nekoliko godina. 
Službeno oni se vode kao sunitski muslimani, ali oni imaju malo znanja o Kuranu i islam nikad nije u potpunosti izbrisao njihove stare tradicije i pred-islamska vjerovanja.
Jezik kojim govore, tachawit, chaouia, chawi, shawiya, shawia ili tacawit, pripada skupini sjevernih berberskih jezika, podskupini zenati, a ima oko 1,400,000 govornika (1993).
Populacija Shawiya po nekima izvorima iznosi oko 2,202,000, od čega 1,838,000 u Alžiru a ostali u Francuskoj (185,000), nadalje Belgija, Njemačka, Tunis, Italija, Maroko.